# Melocactus matanzanus
Melocactus matanzanus  es una especie de planta fanerógama de la familia Cactaceae. 

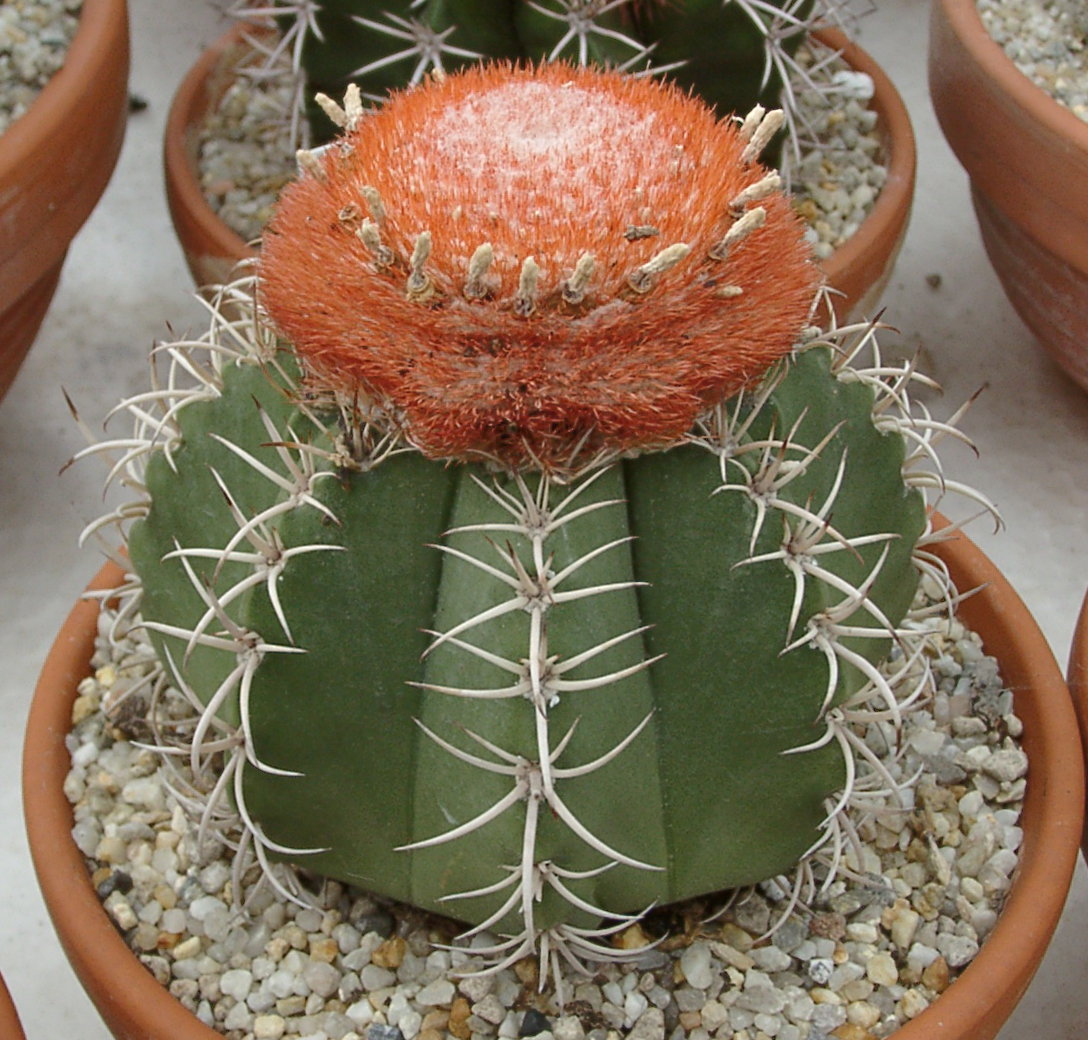
Detalle del cefalio

## Descripción
Melocactus matanzanus es esférico  y alcanza un tamaño de 7-9 centímetros de altura y un diámetro de entre 8 y 9 centímetros. Tiene el tallo verde brillante con 8 a 9 (o más) costillas. Desde las areolas surgen espinas de color blanco o gris, las  centrales son inferiores a 2 centímetros de largo,y las 7 a 8 espinas radiales de 1,2 a 2 cm de largo. El cefalio densamente cubierto de pelos de color marrón rojizo  alcanza una altura de hasta 9 cm de diámetro y 5  a 6 cm de diámetro. Las flores rosadas miden hasta 2 centímetros de largo. Los frutos son de color rosa a lila rosa.

## Distribución
Es endémica de Cuba.  Es una especie común en todo el mundo como planta ornamental.

## Taxonomía
Melocactus matanzanus fue descrita por Hermano León y publicado en Memorias de la Sociedad Cubana de Historia Natural "Felipe Poey" 8: 206. 1934.
Etimología
Melocactus: nombre genérico, utilizado por primera vez por Tournefort, proviene del latín melo, abreviación de melopepo (término con que Plinio el Viejo designaba al melón). Se distingue de las demás cactáceas cilíndricas por tener un cefalio o gorro rojo, razón por la que los primeros españoles que llegaron a Sudamérica le llamaban "gorro turco".
matanzanus: epíteto geográfico que alude a su localización en Matanzas (Cuba).
Sinonimia
- Melocactus actinacanthus[2][3]